# A Different Shore
A Different Shore é o sexto álbum da banda de new age irlandesa Nightnoise.
O álbum foi lançado em 1995 com o selo Windham Hill Records.

## Faixas
| N.º            | Título                     | Compositor(es)       | Duração |  |
| 1.             | "Call of the Child"        | Brian Dunning        | 4:58    |  |
| 2.             | "For Eamonn"               | Mícheál Ó Domhnaill  | 6:49    |  |
| 3.             | "Falling Apples"           | Tríona Ní Dhomhnaill | 4:47    |  |
| 4.             | "The Busker on the Bridge" | Brian Dunning        | 3:59    |  |
| 5.             | "Morning in Madrid"        | Johnny Cunningham    | 5:04    |  |
| 6.             | "Another Wee Niece"        | Tríona Ní Dhomhnaill | 4:22    |  |
| 7.             | "A Different Shore"        | Johnny Cunningham    | 5:40    |  |
| 8.             | "Mind the Dresser"         | Tríona Ní Dhomhnaill | 5:31    |  |
| 9.             | "Clouds Go By"             | Brian Dunning        | 4:38    |  |
| 10.            | "Shaun"                    | Mícheál Ó Domhnaill  | 6:27    |  |
| Duração total: | Duração total:             | Duração total:       | 52:15   |  |

## Créditos
- Mícheál Ó Domhnaill – vocais, guitarra/violão, assobios, sintetizador
- Tríona Ní Dhomhnaill – vocais, piano, acordeon, assobios, sintetizador
- Brian Dunning – flautas, whistle, assobios, vocais
- Johnny Cunningham – fiddle, vocais

## Paradas Musicais

### Álbum
| Ano  | Ranking                | Posição | Ref.  |
| ---- | ---------------------- | ------- | ----- |
| 1995 | Billboard World Albums | #14     | [ 1 ] |
| 1995 | Top New Age Albums     | #12     | [ 2 ] |
| 1995 | Top World Music Albums | #4      | [ 2 ] |